# الأرشيدوقة إليزابيث فرانزيسكا من النمسا
الأرشيدوقة إليزابيث فرانزيسكا من النمسا (بالألمانية: Elisabeth Franziska Maria von Österreich )‏ (و. 1831 – 1903 م) هي أرستقراطية مجرية، ولدت في بودا، توفيت في ألبرتينا، عن عمر يناهز 72 عاماً، بسبب ذات الرئة.